# ムスタクフィー
ムスタクフィー（905年 - 949年）は、アッバース朝の第22代カリフ（在位：944年 - 946年）である。

## 生涯
第17代カリフであるムクタフィーとギリシア系の女奴隷アムラフン・ナーシとの間に生まれ、チグリス川の西岸のダール・イブン・ターヒルに住みすぐ隣にいた従兄弟のファドル（のちの第23代カリフのムティー）と仲が悪くよく争った。
大アミールのトルコ系武人であるトゥーズーンに探し出され944年にバグダートで第22代カリフに即位させられた。トゥーズーンは捕らえて目をつぶした先代のムッタキーも連れてきて忠誠を誓わさせた。
即位すると従兄弟のファドルを捕らえようとしたが事前に危険を察して逃げ出してしまっていたため、住宅を壊させ財産を没収した。
945年には、イランの大豪族であるブワイフ兄弟の末弟アフマドがバグダートが入り、大アミールの称号を得た。しかし、密かにブワイフ家を討伐する陰謀をめぐらし、アフマドの心証を悪くする出来事があったため946年に突如、宮殿で捕らえられた。それを合図にブワイフ家の一党が宮殿に乱入し略奪暴行をした。ムスタクフィーは、退位させられ両目を潰され余生を獄中で過ごした。